# Anikonizmus a buddhizmusban

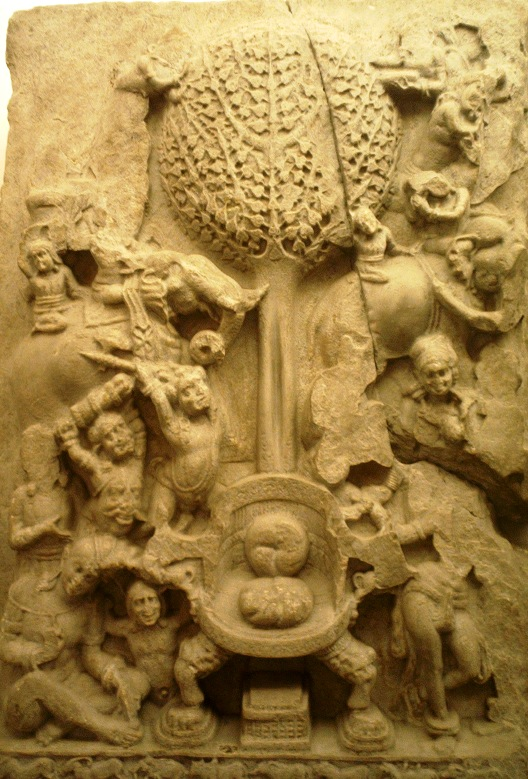
Mára megtámadja Buddhát - anikonikus ábrázolás üres trónnal, 2. század, Amaravati, India.

A buddhista művészetben anikonikusnak nevezik az i. sz. 1-ig tartó időszakot, amikor a történelmi Buddhát még csak szimbólumokon keresztül jelenítették meg, például bódhifán, üres trónon, lovas nélküli lovon (Száncsi buddhista emlékek), lábnyomon vagy dharma keréken keresztül. A fogalom az 1980-as évektől létezik, amikor alaposabban tanulmányozták a buddhista művészet történetét. Buddha ember alakú ábrázolásának kerülése kifinomult anikonikus szimbólumok használatához vezetett - még olyan narratív jelenetek esetén is, amelyekben más emberek is szerepeltek. Alfred A. Foucher francia tudós szerint Buddha legelső ember alakú ábrázolásai a gréko-buddhista kölcsönhatás eredményeként jelentek meg, elsősorban Gandhárában. Ananda Coomaraswamy srí lankai filozófus viszont kritizálta ezt az elméletet. Egyesek szerint az anikonizmus annak kapcsán alakult ki, hogy nem illett olyanokat ábrázolni, akik elérték a nirvánát.
1990-ben Susan Huntington cáfolta az anikonizmus fogalmát a buddhizmusban. Ez a vita a mai napig nem zárult le.  Szerinte a korai buddhizmus időszakában ábrázolt - anikonistának kikiáltott - történetek valójában nem Buddha életéből való történetek, hanem ereklyék, amelyeket a hívők a történelmi helyszíneken újra felavattak. Emiatt az üres trón megjelenítése valójában egy ereklye-trón képét ábrázolja Bodh-Gajában és máshol. Értelmezése szerint a buddhizmusban csupán egy közvetlen hivatkozás létezik, amely viszont csak egy szektára vonatkozik. A régészeti bizonyítékok között találni néhány ember alakú Buddha-szobrot a feltételezett anikonikus időszakból. Huntington továbbá elutasítja azt az elméletet, amely szerint az "anikonikus" és "ikonikus" művészet szétválását kötni lehetne a théraváda és a mahájána irányzatok szétválásához. Huntington véleménye sok kritikát kapott, például Vidya Dehejia, indiai professzor. Létezik ugyan néhány kivétel, a legtöbb tudós úgy tartja, hogy az utóbbi évek legjelentősebb buddhista műalkotásainak tartott szabadon álló szobrok nem a buddhizmus korai időszakából származnak. A vita tárgyát a kisebb domborművek képezik.